# Lasva (obec)
Obec Lasva (estonsky Lasva vald) je bývalá samosprávná obec v estonském kraji Võrumaa. V roce 2017 byla začleněna do obce Võru. Obec měla plochu rozlohu 172 km², sousedila na jihovýchodě s obcí Vastseliina, na jihozápadě s obcí Võru, na východě s obcí Orava, na severu s obcí Veriora a na severozápadě s obcí Laheda. Správní centrum obce byla obec Lasva, přibližně 10 km východně od krajského města Võru a 200 km jihovýchodně od hlavního města Tallinnu.

## Sídla
Na území této bývalé obce žilo přibližně sedmnáct set obyvatel ve 37 vesnicích (Andsumäe, Hellekunnu, Husari, Kaku, Kannu, Kõrgessaare, Kääpa, Kühmamäe, Lasva, Lauga, Lehemetsa, Listaku, Madala, Mõrgi, Mäessaare, Noodasküla, Nõnova, Oleski, Otsa, Paidra, Peraküla, Pikakannu, Pikasilla, Pille, Pindi, Puusepa, Pässä, Rusima, Saaremaa, Sooküla, Tammsaare, Tiri, Tohkri, Tsolgo, Tüütsmäe, Villa a Voki-Tamme). Administrativním centrem obce je vesnice Lasva, podle níž je obec pojmenována.

## Občanská vybavenost a kultura
Obec provozovala zdravotní středisko v Lasvě a pečovatelský dům v Kääpě.
V obci pracovaly dvě školy — devítiletá základní škola v Kääpě (Kääpa põhikool) a šestiletá obecní škola v Pikakannu (Pikakannu kool). Obecní mateřská škola má pobočky v Lasvě a v Kääpě. Aktivní je rovněž středisko mládeže, které má klubovny v Lasvě, Kääpě, Tsolgu, Otse a Sooküle. Středisku mládeže má do budoucna sloužit rovněž od roku 2010 postupně rekonstruovaná stará školní budova v Lasvě. V Lasvě se nachází kulturní středisko (Lasva rahvamaja) s víceúčelovým sálem a s širokou nabídkou zájmové činnosti v několika klubovnách, menší kulturní středisko pracuje rovněž v Tsolgu (Tsolgo rahvamaja). V Lasvě, Otse, Kääpě a Tsolgu fungují pobočky obecní knihovny.
V kostele sv. Jana v Pindi působí luterský evangelický sbor, u kostela je též hřbitov.
V Lasvě fungují též dvě galerie — Lasva Veetorni galerii v bývalé vodárenské věži, obsahující umělecko-vlastivědnou expozici, a Galerii Shalom s expozicí o izraelských dějinách, přírodě a kultuře, spojenou s prodejní výstavou současných estonských malířů.

## Pamětihodnosti a turistické cíle
Územím obce protéká řeka Võhandu, hojně využívaná vodáky. Z jihu na území obce zasahuje Haanijská vysočina, častý cíl turistických výprav. Vyhledávaným koupalištěm je Lasevské jezero (Lasva järv) na západním okraji Lasvy a Kalijärv jižně od Voki-Tamme, tábořiště s koupalištěm se nachází u Paiderského jezera (Paidra järv). Často navštěvován je též řetěz sedmi jezer u vesnice Tsolgo. Poblíž Listaku na vrchu Tõutsimägi je veřejně přístupná vesnická hvězdárna (Tõutsimäe külatähetorn).
Ve vesnici Kääpa se nacházejí pozůstatky sídliště z doby kamenné a mohylové pole ze střední doby železné. Poblíž Tohkri se nachází někdejší pohanské obětiště Tammetsõõr, sestávající z kruhu sedmi vzrostlých dubů a několika pramenů.
Kostel v Pindi je v pramenech zmiňován od 17. století, současná budova však pochází až z roku 1881. Ve Střeleckém údolí (Kütiorg) jižně od Noodasküly se dochoval jeden ze tří historických mlýnů, Küti Mäeveski, který slouží nepřetržitě od roku 1868, byť dnes již poháněn elektricky.
Na hřbitově v Pindi je pohřben kapitán Friedrich Vreeman, hrdina osvobozenecké války. Poblíž Räpinské silnice v katastru vesnice Paidra zahynul 28. září 1978 poslední lesní bratr August Sabbe. Místo je dnes označeno pomníkem.

## Galerie

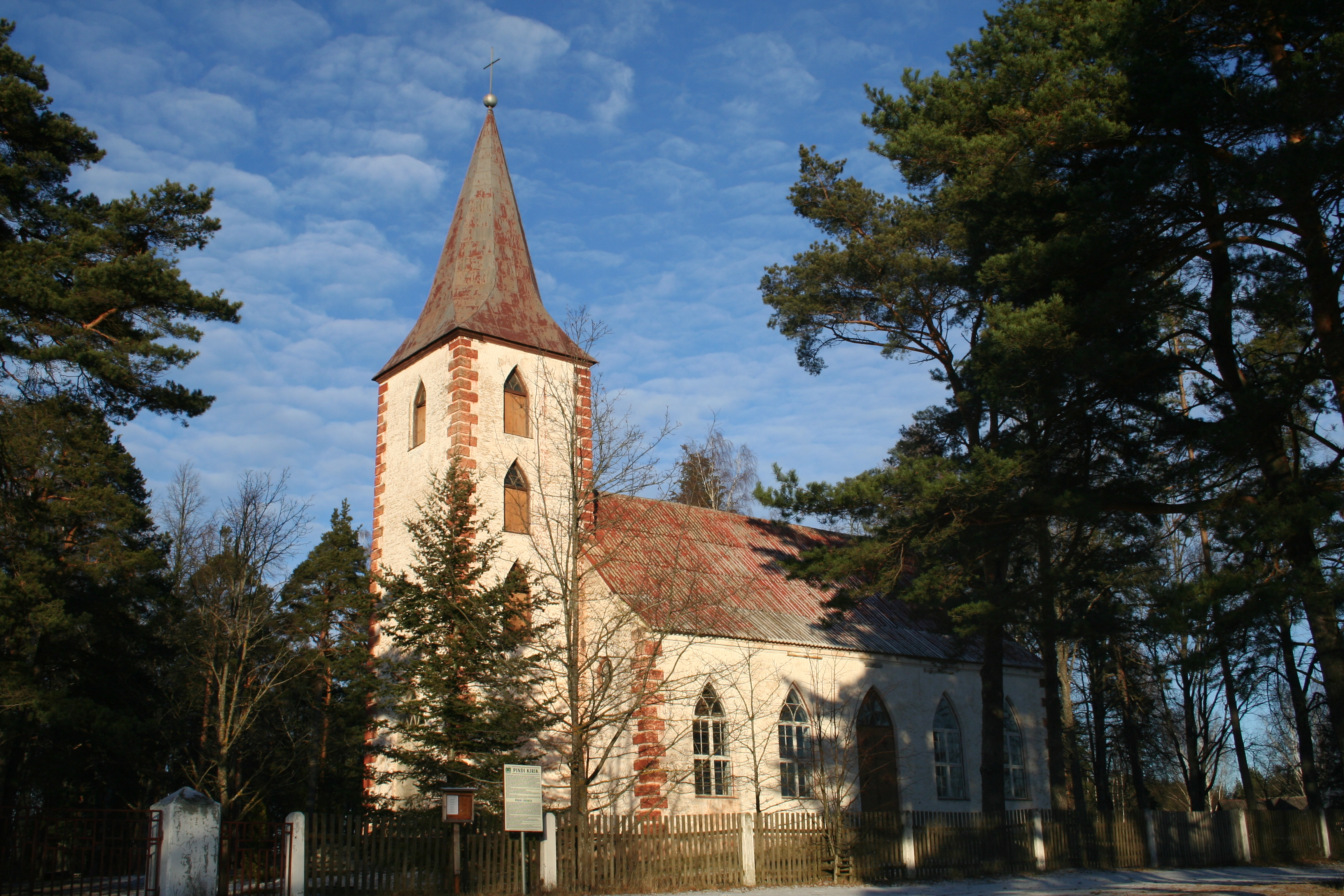
Kostel sv. Jana v Pindi
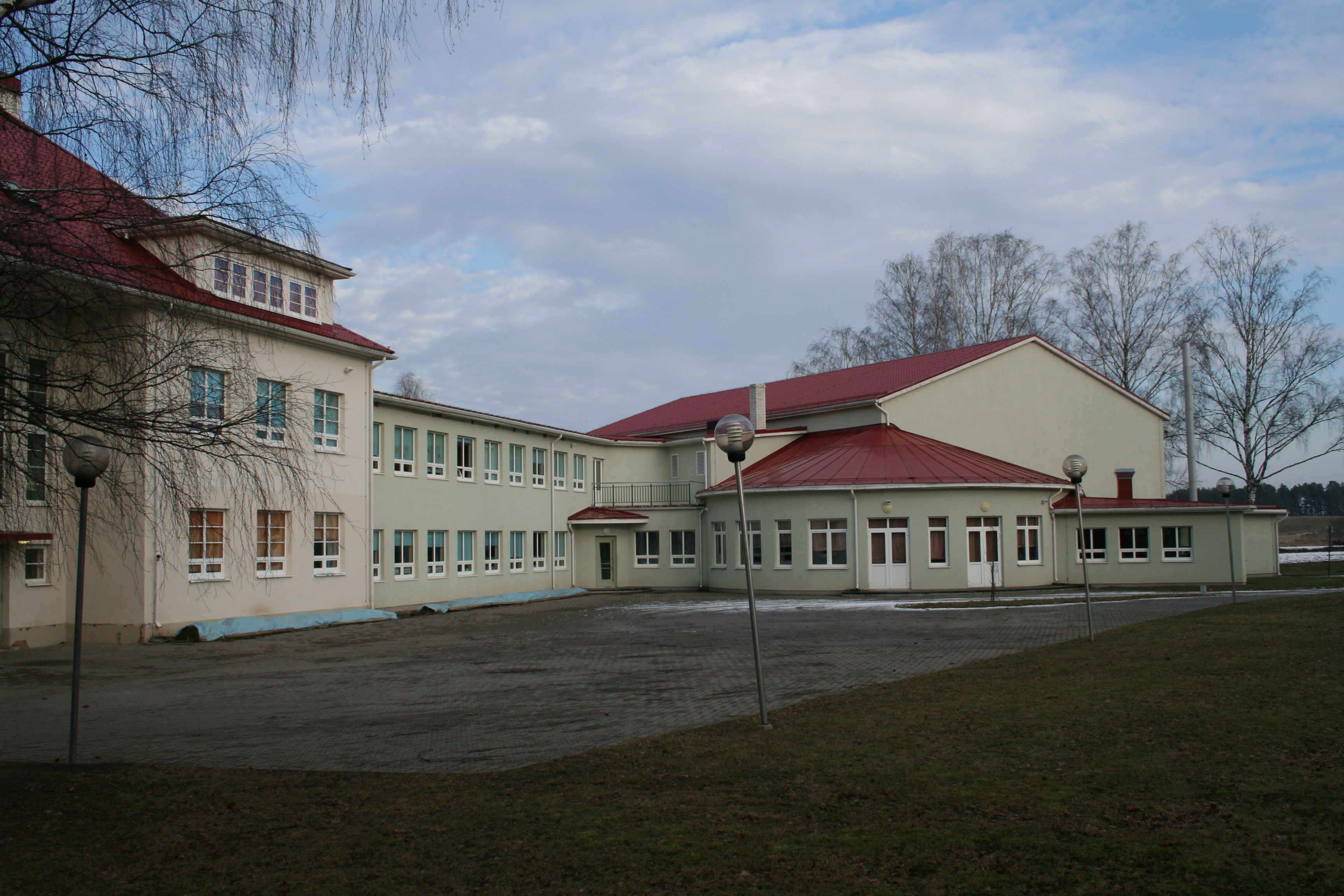
Základní škola v Kääpě
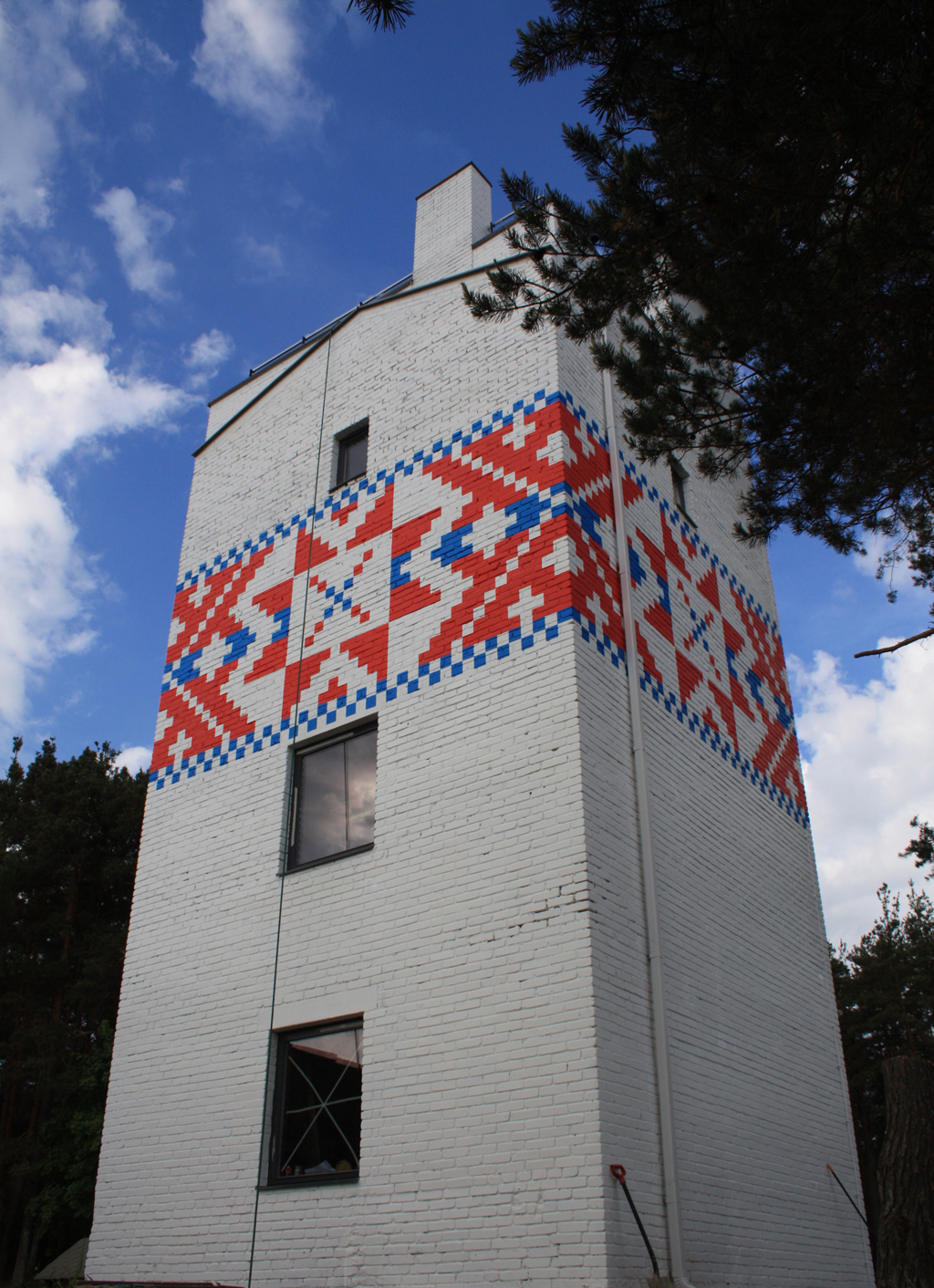
Galerie Vodárna v Lasvě
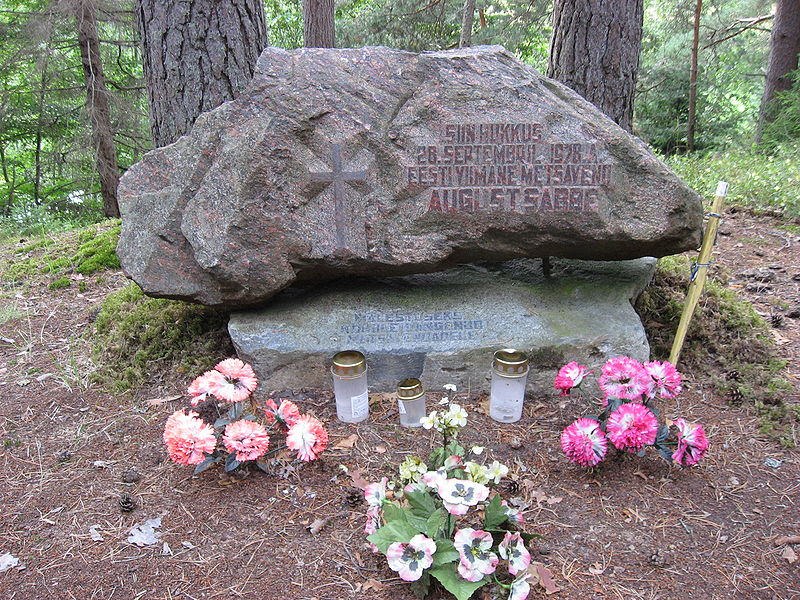
Pomník Augusta Sabbeho, posledního lesního bratra
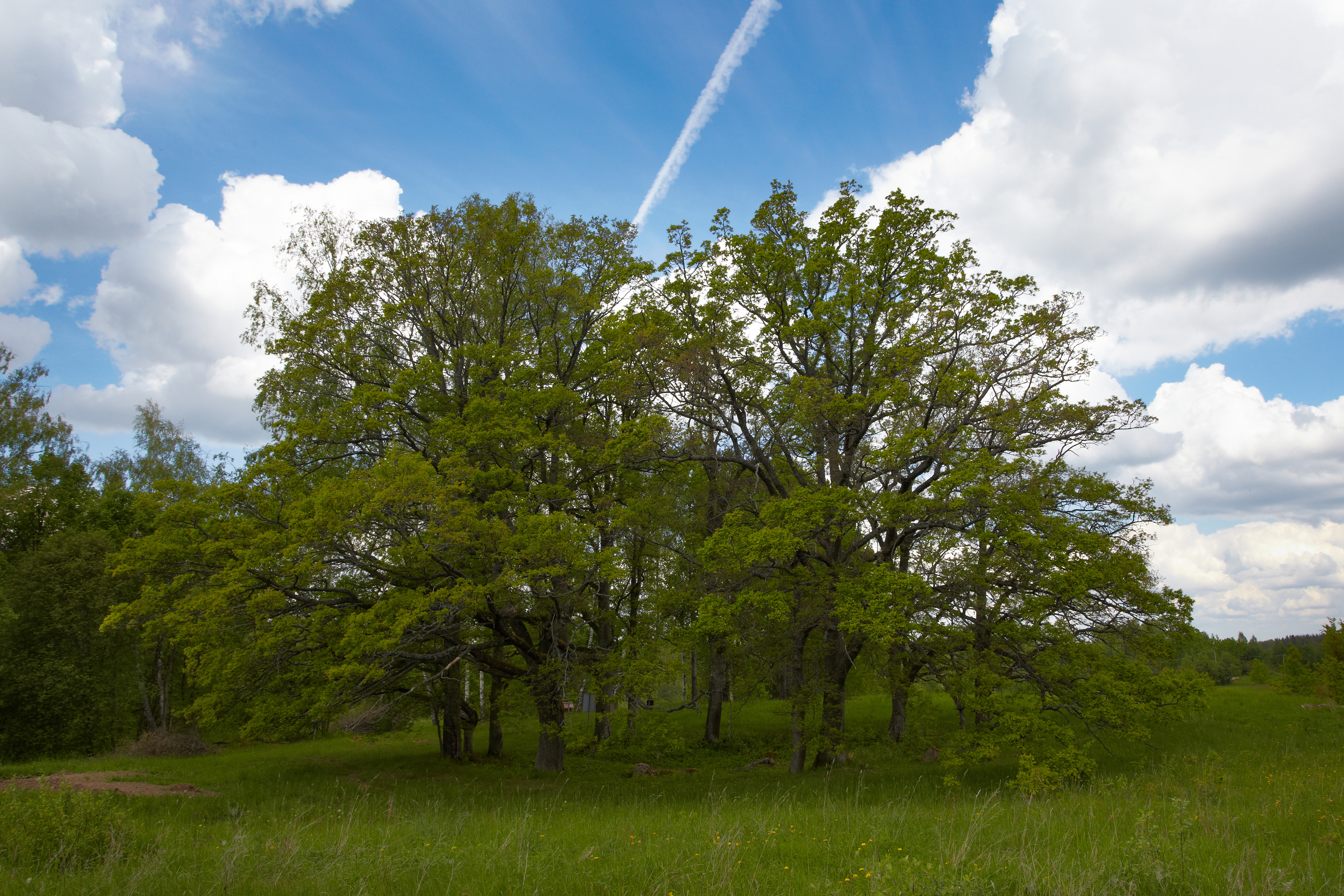
Prehistorické obětiště Tammetsõõr